# Vojaška gimnazija Bratstvo in enotnost
Vojaška gimnazija Bratstvo in enotnost je bila vojaška gimnazija, ki je delovala v Beogradu od leta 1970.

## Zgodovina
Gimnazija je bila ustanovljena leta 1970 na ukaz obrambnega ministrstva s ciljem priprave študentov na vojaško akademijo.
Večina dijakov je šolanje nadaljevala na Vojaški akademiji Kopenske vojske JLA.